# Marino Marini (Musiker)

Marino Marini

Marino Marini (* 11. Mai 1924 in Seggiano; † 20. März 1997) war ein italienischer Musiker, bekannt für sein Quartett aus den 1950er- und 1960er-Jahren.

## Leben
Marini kam aus einer Musikerfamilie, studierte kurz als Elektrotechniker (was ihm später als Musiker sehr zugutekam) und danach Klavier, Geige und Komposition am Rossini-Konservatorium in Bologna. Nach dem Militärdienst wurde er 1947 musikalischer Leiter der städtischen Musikhalle in Neapel, dessen Musik, insbesondere Neapolitanischer Gesang, ihn stark beeinflusste.  1948 besuchte er ein halbes Jahr die USA, wobei er die Überfahrt als Pianist auf einem polnischen Schiff verdiente und auf dem er Jazzmusiker wie Dizzy Gillespie, Charlie Ventura und Stan Kenton traf. Nach der Rückkehr komponierte er für Film und Theater-Revuen und spielte Klavier in Cabarets in Rom und Neapel. 1955 bis 1960 hatte er ein eigenes Quartett mit ihm am Klavier und als Sänger, Totò Savio an der Gitarre, Sergio Peppino am Schlagzeug und Ruggero Cori am Kontrabass und ebenfalls als Sänger. Das Quartett war mit Schlagern sehr erfolgreich. 1955 machte er erste Aufnahmen und war 1956 im italienischen Fernsehen.  Sie hatten Hits wie Guaglione, Don Ciccio o' piscatore, Rico Vacilón,  La Pansè und Maruzella. 1959 nahmen sie auch den Kriminal-Tango auf. Mit seinem Quartett tourte er weltweit bis Japan, Osteuropa und die USA und hatte insbesondere in Paris und Polen großen Erfolg.
1960 gab er sein erstes Quartett auf und gründete 1961 ein neues mit Bruno Guarnera an der Gitarre, Petito di Pace am Schlagzeug, Vittorio Benvenuti am Kontrabass (sowie Gesang). Auch mit diesem Quartett ging er weltweit auf Tour. 1963 bildete er sein Quartett erneut um: Francesco Ventura an der Gitarre, Sergio Carmine am Schlagzeug und Franco Cesarico an der Bassgitarre und Gesang. Das Quartett spielte bis 1966 zusammen, danach wandte sich Marini der Komposition zu.
Er begleitete unter anderem Dalida und Caterina Valente.